# Lecionário 67
O Lecionário 67 (designado pela sigla ℓ 67 na classificação de Gregory-Aland) é um antigo manuscrito do Novo Testamento, paleograficamente datado do Século XII d.C.[a]
Este codex contém lições dos evangelhos de Mateus, Marcos, Lucas e João (conhecido como Evangelistarium), com algumas lacunas. O manuscrito contém notas musicais.[a]. Foi escrito em grego, e actualmente se encontra na Biblioteca Nacional da França.